# Экономо, Константин фон
Константин фон Экономо (21 августа 1876, Брэила — 21 октября 1931, Вена) — австрийский невролог греческого происхождения.

## Биография
Константин фон Экономо родился в румынском городе Брэила в богатой дворянской семье. Вскоре вместе с семьёй переехал в австрийский Триест, где прошло его детство. В 1893 году поступил в Венский политехнический университет и сперва учился на инженера. Спустя два года стал учиться на медика. В 1901 году окончил медицинский факультет Венского университета. С 1900 по 1903 год был ассистентом у физиолога Зигмунда Экснера. Учился в Мюнхене у Эмиля Крепелина. С 1906 года работал в Вене на кафедре психиатрии ассистентом Юлиуса Вагнер-Яурегга.
Являлся одним из первых лётчиков в Австрии. С 1910 года был президентом аэроклуба. Во время Первой мировой войны служил пилотом, а затем военным врачом. С 1920 года и до конца жизни — профессор кафедры невропатологии и психиатрии медицинского факультета Венского университета. С 1928 года являлся председателем Венского общества психиатров. В 1931 году открыл отделение для изучения головного мозга.
Скончался в 1931 году от сердечного приступа.

## Научная деятельность
Опубликовал около 150 статей и книг. Установил наличие центра головного мозга, отвечающего за глотание и дыхание. Занимался изучением нарушения сна, разработал теорию сна. Описал эпидемический летаргический энцефалит, впоследствии названный его именем. В 1925 году совместно с Георгом Н. Коскинасом разработал схему цитоархитектоники коры полушарий головного мозга (карта Экономо—Коскинаса). Согласно этой схеме, поверхность каждого полушария делится на 7 долей и 109 полей

## Память
В 1932 году в его честь был назван переулок в венском районе Фаворитен. В 1966 году во дворе Венского университета был установлен бюст Константина фон Экономо. В 1976 году, к 100-летию со дня его рождения, в Австрии была выпущена памятная марка.

## Сочинения
- Die Cytoarchitektonik der Hirnrinde des erwachsenen Menschen, W.— B., 1925 (совм. с G. N. Koskinas).
- Zellaufbau der Grosshirnrinde des Menschen, B., 1927.
- Die Encephalitis lethargica, B.—W., 1929.